# Trasferimento dei Vancouver Grizzlies a Memphis

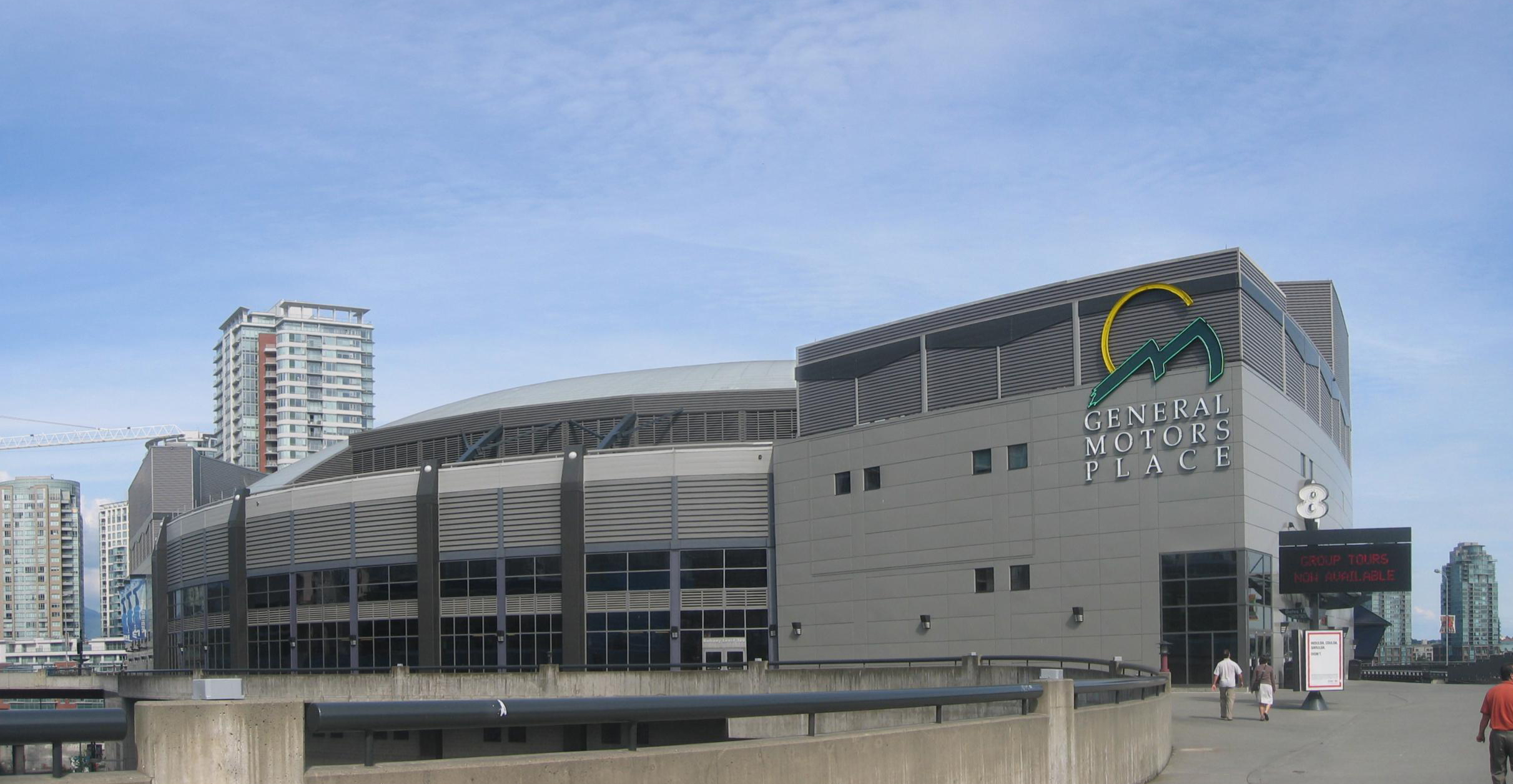
Il General Motors Place, ora Rogers Arena, era la casa dei Vancouver Grizzlies

Il trasferimento dei Vancouver Grizzlies a Memphis è stato il tentativo avvenuto con successo da parte della proprietà dei Vancouver Grizzlies di spostare la squadra da Vancouver, Columbia Britannica, Canada, a Memphis, Tennessee, Stati Uniti. Il club iniziò a giocare come Memphis Grizzlies a partire dalla stagione 2001–02. Fu la prima tra le tre franchigie della National Basketball Association (NBA) a trasferirsi tra il 2001 e il 2008 e la terza dei quattro maggiori sport professionistici nordamericani a passare dal Canada agli Stati Uniti tra il 1995 e il 2005.
I Grizzlies erano nati come squadra di espansione insieme ai Toronto Raptors nel 1995. Nelle loro sei stagioni a Vancouver, i Grizzlies ebbero risultati negativi; solo una volta non terminarono ultimi nella propria division e non raggiunsero mai i playoff. I Grizzlies erano di proprietà della Orca Bay Sports and Entertainment, che possedevano anche i Vancouver Canucks della National Hockey League (NHL). Nel 1999, Bill Laurie, proprietario dei St. Louis Blues della NHL, tentò di acquistare i Grizzlies, con l’intento di trasferirli a St. Louis. Dopo un’interferenza della NBA, i Grizzlies furono ceduti a Michael Heisley. Questi iniziò immediatamente il processo per trasferire la squadra, a cui si candidarono otto città statunitensi: Anaheim, California; Buffalo, New York; Memphis, Tennessee; New Orleans, Louisiana; Tampa, Florida; Louisville, Kentucky; Las Vegas, Nevada e San Diego, California, prima di optare per Memphis alla fine della stagione.
Nelle prime quattro stagioni i Grizzlies ebbero una presenza di pubblico media tra le prime dieci della lega. Tuttavia nelle due che seguirono le presenze precipitarono: a ciò contribuirono le cattive prestazioni della squadra e il lockout NBA 1998-99. Altri fattori che contribuirono al trasferimento furono la debolezza del dollaro canadese e la mancanza di volontà di alcuni giocatori statunitensi di vivere in Canada e avere a che fare con un clima poco mite.

## Antefatti
Memphis aveva avuto in precedenza una squadra di basket professionistica nella American Basketball Association (ABA). Fondata come New Orleans Buccaneers nel 1967, la franchigia si era trasferita a Memphis nel 1970, divenendo nota come Pros. La squadra cambiò il proprio nome prima in Tams e poi in Sounds prima di sparire nel 1975, prima della fusione tra ABA e NBA nel 1976.
I Grizzlies nacquero come squadra di espansione nella stagione 1995-96, assieme ai Toronto Raptors, come parte del piano di espansione della NBA in Canada. I Grizzlies erano posseduti dal proprietario dei Vancouver Canucks Arthur Griffiths. La sua compagnia era sul punto di costruire il General Motors Place (GM Place) per i Canucks e vide i Grizzlies come ulteriore tenutario.
Entrambe le squadre canadesi (i Grizzlies e i Raptors) furono condizionate dalla scelta della NBA di negare loro una delle prime cinque scelte nel Draft NBA 1995. Inoltre gli fu negata la prima scelta assoluta nei tre anni successivi, anche se avessero vinto la lotteria per la prima scelta. Anche riguardo al salary cap, alle due squadre fu negato di poterlo usare interamente nelle prime due stagioni.
Per tutte le sei stagioni a Vancouver, i Grizzlies ebbero record pessimi. Terminarono settimi su sette in tutte le prime cinque stagioni, mentre furono una sola volta sesti nella Midwest Division, non avvicinandosi mai a raggiungere i playoff. La squadra vinse 101 gare e ne perse 359, con una percentuale di vittorie del 22%.

## Cambio di proprietà
Il 7 marzo 1995, sei mesi prima che i Grizzlies iniziassero a giocare, la maggioranza della holding della compagnia fu venduta da Griffiths a John McCaw Jr, con sede a Seattle Il 12 novembre 1996 McCaw acquistò il resto della compagnia, affermando il suo impegno per mantenere la squadra a Vancouver. Griffiths fu costretto a vendere i Canucks e i Grizzlies a causa di uno sforamento dei costi per la costruzione del GM Place e perché la tassa di entrata nella NBA dei Grizzlies aveva reso la compagnia priva di liquidità.
Nel 1999 McCaw iniziò i tentativi di vendere sia Orca Bay che i Grizzlies e inizialmente negoziò un accordo con Dennis Washington, proprietario di Seaspan, che aveva una larga fetta dei suoi affari a Vancouver. Washington inizialmente acconsentì ad acquistare il 50% di Orca Bay, con l’intento di mantenere il club Vancouver. Invece, McCaw utilizzò l’offerta di Washington come leva per ottenere un prezzo maggiore da Bill Laurie, che offrì 148 milioni di dollari per i Grizzlies, oltre a un bonus di 52 milioni se la squadra fosse stata trasferita a St. Louis. L’annuncio fu fatto nel settembre 1999, un mese dopo che Laurie aveva acquistato i St. Louis Blues della NHL e il loro impianto, il Kiel Center (ora Enterprise Center). St. Louis non aveva una squadra nella NBA dagli Hawks che si erano trasferiti ad Atlanta nel 1968. Il Kiel Center aveva fatto registrare il tutto esaurito per 15 gare su 17 della squadra di basket dei Saint Louis University Billikens.
Quando fu annunciato l’accordo, il Commissioner della NBA David Stern affermò di opporsi al trasferimento e che nessuna squadra della NBA si era spostata dal 1985, quando i Kansas City Kings si erano trasferiti a Sacramento, California. Disse che il suo obiettivo era che i Grizzlies rimanessero a Vancouver e che avessero successo lì. Anche il comitato finanziario della NBA diede parere negativo, dal momento che l’accordo di acquisto era strutturato in modo da esservi degli incentivi in caso di trasferimento. L’accordo fu poi rinegoziato prima che il comitato potesse votare sulla questione. Il 21 gennaio 2001 Laurie annunciò di avere pagato a McCaw una cifra non rivelata per uscire dall’accordo.
Quattro giorni dopo, il 25 gennaio, fu annunciato che i Grizzlies erano stati venduti a Michael Heisley, uomo d’affari con sede a Chicago, per 160 milioni di dollari. Alla conferenza stampa affermò di avere il supporto di Stern e di essersi impegnato a tenere la squadra a Vancouver, di renderla vincente e di essere un proprietario volto a impegnarsi nel proprio mercato.

## Ragioni per il trasferimento

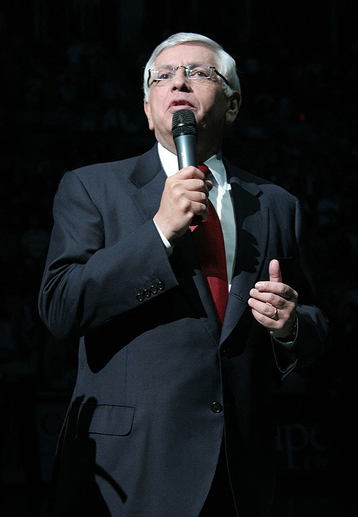
L’ex Commissioner della NBA David Stern inizialmente si oppose all’addio a Vancouver

Il presidente dei Grizzlies Dick Versace affermò che, durante l’ultima stagione a Vancouver, la squadra stava perdendo 40 milioni di dollari all’anno. Questi numeri furono messi in dubbio da Richard Peddie, amministratore delegato dei Raptors, dal momento che i Grizzlies avevano un tetto salariale di 48 milioni di dollari. In seguito, Heisley affermò di avere perso 87 milioni di dollari nella proprietà dei Grizzlies, anche se ciò includeva 30 milioni di tassa di ingresso. Versace ritenne che la squadra non avesse abbastanza supporto dalla comunità economica. Colin Jones, professore in economia dello sport alla University of Victoria, affermò che era difficile attrarre sponsor dal momento che la squadra perdeva così tante partite; la mancanza di buone scelte nel draft dei Grizzlies portò il club a essere scarsamente competitivo, perdendo perciò investitori. Fece inoltre notare che la franchigia non cercò mai aiuti nella comunità locale riguardo ai problemi di gestione.
Stu Jackson, general manager per le prime cinque stagioni, fece diverse scelte non ottimali di giocatori. Ciò incluse Bryant Reeves nel draft 1995, facendogli firmare un nuovo contratto di sei anni da 65 milioni di dollari nel 1997, mettendo il club in difficoltà con il salary cap. Da lì in poi scelse di selezionare principalmente point guard, incluso Antonio Daniels, che deluse le aspettave. Jackson scambiò una scelta del primo giro del 2003 per Otis Thorpe, che "odiava Vancouver". Firmò il free agent Tony Massenburg per 1,5 milioni, solo per fare acquisire  Isaac Austin per 5,5 milioni e lasciare Massenburg in panchina. Griffiths affermò in seguito che le condizioni dei draft NBA non permettevano di costruire una franchigia vincente in quegli anni e che la NBA chiedeva un prezzo troppo alto per non provvedere a fornire entrate adeguate. Tuttavia scelse nel draft Shareef Abdur-Rahim ed ebbe la mani legate quando la prima scelta Steve Francis rifiutò di giocare per Vancouver. D’altro canto, i Raptors ebbero successo nell’acquisire Vince Carter, raggiungendo i playoff nel 1999-2000 e giocando costantemente di fronte a un pubblico tutto esaurito.
Il fatto che la squadra si trovasse in Canada giocò anch’esso un grosso ruolo; all’epoca il tasso di cambio era di 67 centesimi statunitensi contro un dollaro canadese. Dal momento che le entrate erano in dollari canadesi ma i salari di giocatori e allenatori erano pagati in dollari statunitensi, la squadra finì per spendere grossa parte delle sue entrate in stipendi. Lo sciopero del 1998–99 fu lo spartiacque per l’affluenza nelle gare interne. Mentre l’intera lega ebbe un calo di pubblico dopo il lockout, a Vancouver le presenze calarono ancora di più. L’affluenza media nella stagione 1997–98 era stata di16.108, 16ª nella lega, ma scese a 13.899 nel 1999-00, piazzandosi 27ª.
In seguito, Griffiths affermò che Heisley aveva fatto arenare a livello finanziario la squadra volontariamente, alienandosi il personale, facendo marketing insufficiente e affermando che il basket non funzionava a Vancouver. Mentre guidava la squadra, Griffiths non aveva perso "milioni e milioni di dollari" e affermò che Vancouver aveva una base di tifosi migliore delle maggior parte delle altre squadre della NBA. Queste affermazioni furono negate da Heisley.

## Città candidate

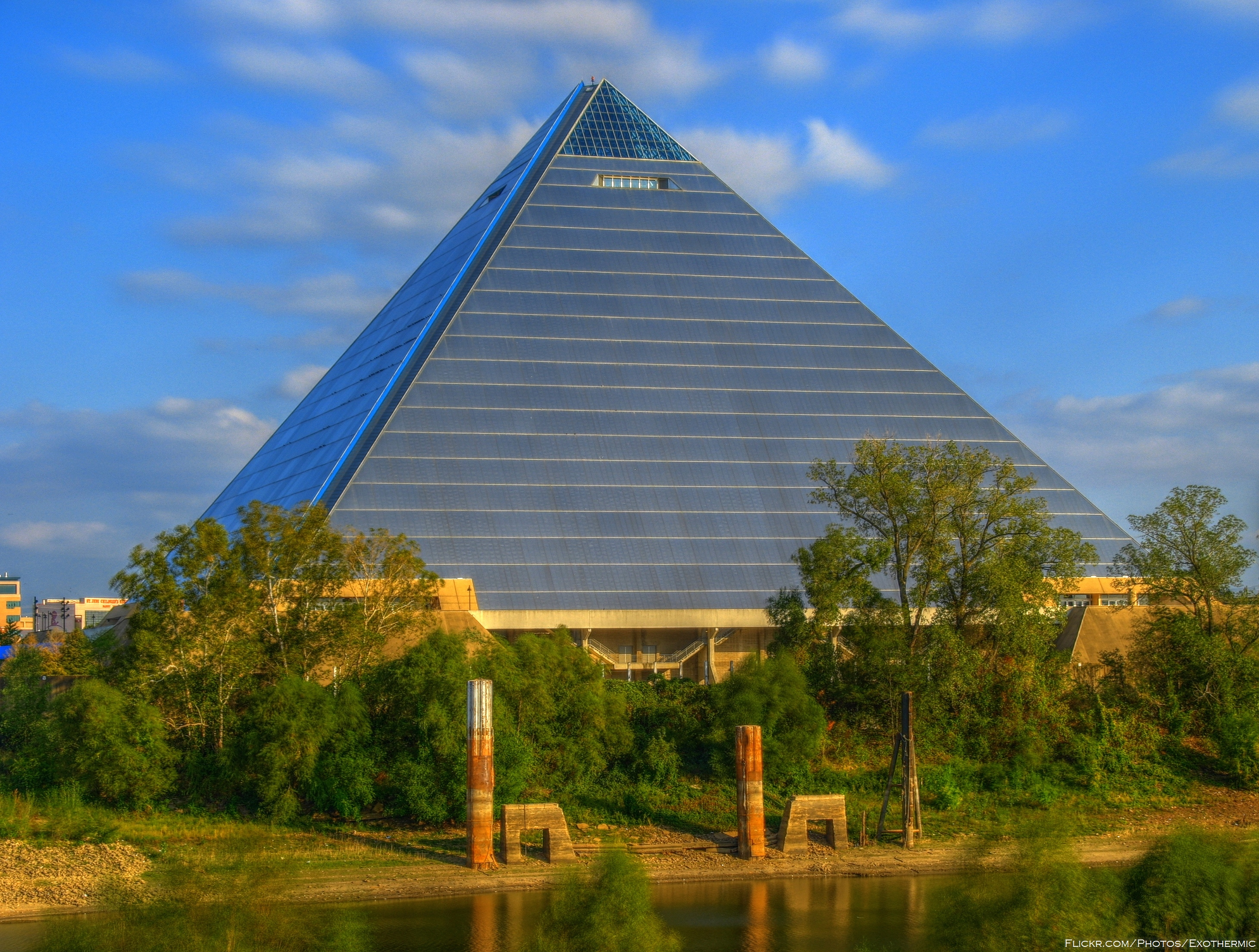
La Memphis Pyramid, allora nota come Pyramid Arena, dove i Grizzlies disputarono le loro gare interne dal 2001 al 2004

Con l’annuncio pubblico a metà febbraio del possibile trasferimento della squadra, Heisley e i suoi rappresentanti organizzarono un tour per considerare diverse città statunitensi che avevano espresso interesse nell’ospitare l’organizzazione. Inizialmente Heisley aveva tempo fino al 1º marzo per fare richiesta alla NBA di trasferirsi, ma la scadenza fu poi spostata al 26 marzo. Lo stesso fu fatto per i Charlotte Hornets, che stavano anch’essi considerando di cambiare città.
Nel febbraio 2001, la città di Louisville, Kentucky, contattò i per portarli nel suo territorio. La città mancava di un impianto adeguato ma i dirigenti statali e locali acconsentirono di costruire una nuova arena da 200 milioni se la squadra NBA si fosse trasferita nella loro città. Inoltre, Tricon Global Restaurants (ora Yum! Brands) avrebbe offerto a Heisley 5 milioni di dollari all’anno per vent’anni se avesse scelto Louisville. (Alla fine, anche se i Grizzlies non si spostarono lì, la città costruì un impianto adatto alla NBA nel 2010 chiamato KFC Yum! Center; esso ospita la squadra di basket universitario dei Louisville Cardinals.)
L’affare per il trasferimento a Memphis fu guidato dal fondatore di AutoZone Pitt Hyde, che aveva promesso di acquisire il 50% della squadra. La città aveva un impianto adatto, la Memphis Pyramid, completata nel 1991, che poteva essere utilizzato temporaneamente durante la costruzione di un’arena da 250 milioni di dollari, prevista per il 2004. Questa sarebbe stata finanziata con soldi pubblici. Gli sforzi di Memphis per ottenere una squadra nella NBA erano iniziati nel 1997, dopo il trasferimento degli Houston Oilers della National Football League nel Tennessee.
Il Sindaco di New Orleans Marc Morial affermò di avere contattato Heisley per portare i Grizzlies nella sua città. Questa aveva aperto la New Orleans Arena da 114 milioni di dollari nel 1999 e si era offerta come casa per la franchigia. Metrovision, la camera per lo sviluppo economico dell’area, affermò di essersi assicurata garanzie per l’acquisto di suite di lusso e abbonamenti stagionali e che tali garanzie erano giunte al punto che vi erano liste di attesa per le suite. Fu considerate anche un trasferimento a St. Louis, alle stesse condizioni di Laurie.

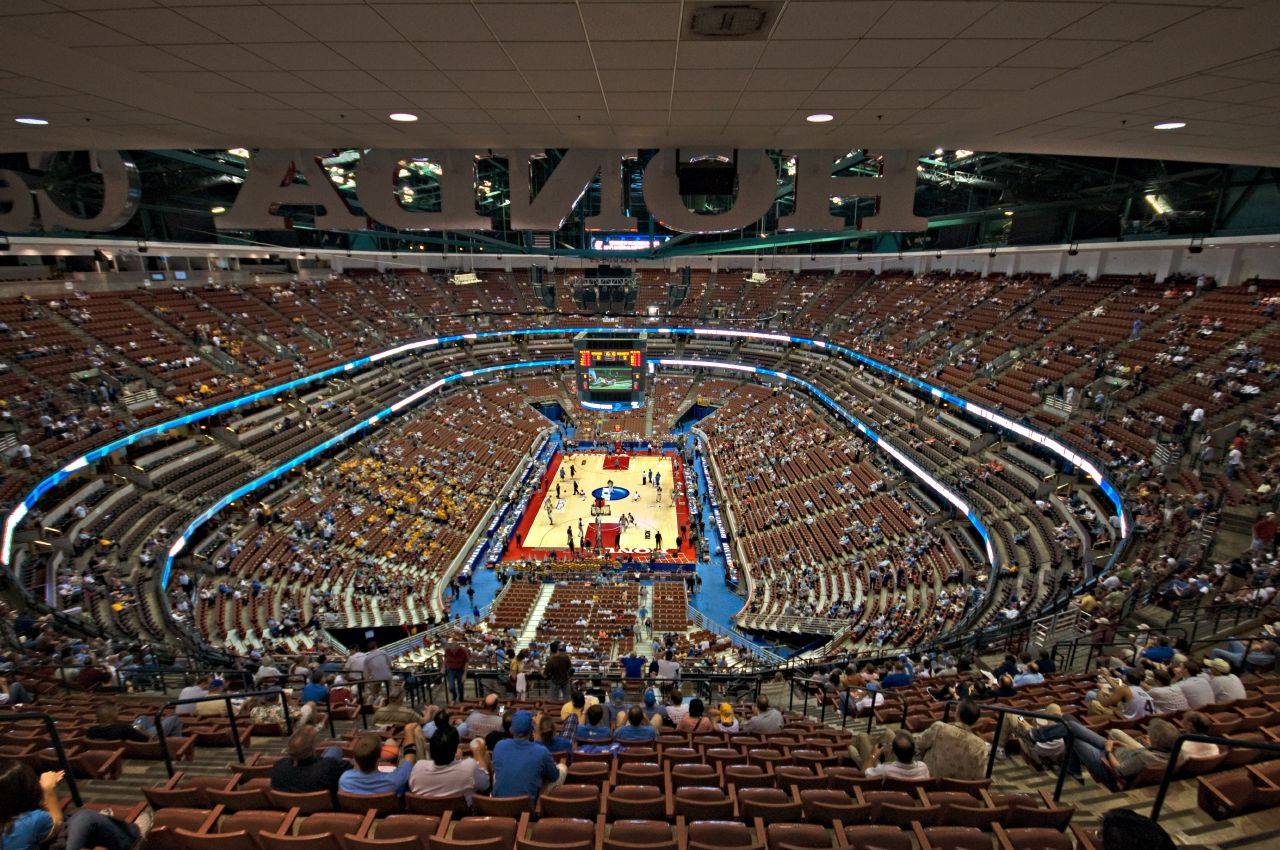
L’Arrowhead Pond of Anaheim, casa dei Mighty Ducks of Anaheim, fu una delle possibili soluzioni per il trasferimento

Un’altra opzione fu il trasferimento ad Anaheim, nell’area metropolitana di Los Angeles. Anche gli Houston Rockets aveva guardato ad Anaheim per trasferirsi nella stagione precedente, con l’Arrowhead Pond of Anaheim (ora Honda Center), casa dei Mighty Ducks of Anaheim della NHL come impianto casalingo. Tuttavia, i Mighty Ducks avevano un accordo per cui ogni altra squadra ospitata al Pond doveva condividere le sue entrare con l’allora proprietario, la Walt Disney Company, anche se la Disney affermò di essere disponibile a negoziare i termini. Inoltre, i Grizzlies avrebbero dovuto condividere il mercato con altre due squadre, i Los Angeles Lakers e i Los Angeles Clippers, limitando perciò gli introiti.
Buffalo, New York, annunciò l’interesse nell’attrarre i Grizzlies. La città ospitava una struttura adeguata, la HSBC Arena (ora KeyBank Center), casa dei Buffalo Sabres della NHL. Il Sindaco Anthony Masiello, un’ex stella della pallacanestro universitaria, affermò che il tentativo non aveva molte speranze ma che valeva la pena provarci. La città aveva in precedenza ospitato una squadra della NBA, i Buffalo Braves, dal 1970 al 1978, che scomparve solo perché il proprietario Paul Snyder era in rotta con le altre squadre della zona per l’utilizzo dell’unica arena di Buffalo all’epoca (il Buffalo Memorial Auditorium); alcuni di questi conflitti erano stati risolti e Snyder era ancora attivo nel campo degli affari all’epoca del trasferimento dei Grizzlies. I Braves erano diventati i San Diego Clippers nel 1978 e poi si erano trasferiti a Los Angeles nel 1984; anche San Diego fu menzionata come potenziale sito per i Grizzlies, anche se la città mancava di un impianto adatto. Heisley visitò Las Vegas, Nevada, dove negoziò con il Sindaco Oscar Goodman. La città offrì gratis alla squadra il terreno per costruire la nuova arena, ma non avrebbe pagato per la sua costruzione. L’altro problema era che Stern pretendeva che i casino smettessero di accettare scommesse sulle gare della NBA come pre-condizione per una squadra a Las Vegas.
Le principali candidate erano Memphis, Louisville, Anaheim e New Orleans. Dal momento che le seconde due avevano già delle strutture adeguate, erano viste come favorite. Sia Memphis che Louisville necessitavano di finanziamenti pubblici per un nuovo impiati e in entrambe la squadra avrebbe dovuto giocare in condizioni non ottimali per diverse stagioni. Ad ogni modo, la costruzione di una struttura nuova di zecca era vista come un vantaggio dai Grizzlies, così da potere fabbricare un impianto fatto appositamente per il basket. Inoltre la squadra avrebbe potuto tenere per sé tutte le entrate. >La squadra si aspettava anche che le maggiori radio e television locali si aggiudicassero i diritti di ritrasmissione a Louisville e Memphis, dal momento che nessuna delle due città aveva altre squadre nei quattro maggiori sport professionistici, non dovendo quindi dividere i tifosi con nessun’altra formazione. Un rapporto del 2000 di PricewaterhouseCoopers concluse che le piccole cttà spesso avevano un'affluenza alle partite maggiore rispetto alle città più grandi a causa dell'esclusività della lega professionistica della squadra. Inoltre puntualizzò il forte supporto per la pallacanestro universitaria nel Tennessee e nel Kentucky.

## Trasferimento
A Vancouver fu fondata l’organizzazione Save the Grizzlies per cercare un investitore locale che acquistasse la squadra. Guidati, tra gli altri, da Peter Ufford, vi era un piano per creare un’entità pubblica che potesse prendere il controllo della proprietà della squadra. Ufford in seguito disse che, se avesse avuto a disposizione più tempo, forse il tentativo avrebbe avuto successo ma la decisione per il trasferimento avvenne troppo rapidamente perché potesse essere finalizzato qualsiasi piano. Heisley affermò che sarebbe stato disposto a cedere la squadra con uno sconto del 30% a un investitore di Vancouver che assicurasse che la squadra rimanesse in città.

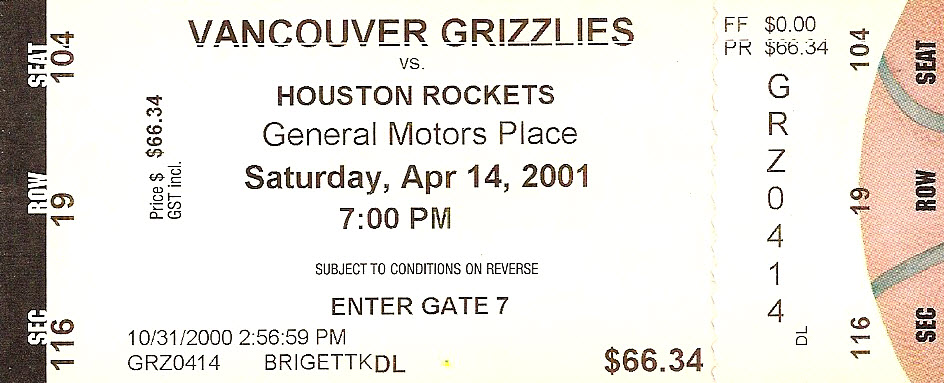
Un biglietto dell’ultima gara casalinga dei Grizzlies a Vancouver

Il 26 marzo 2001 Heisley annunciò di avere scelto Memphis. Memphis e Louisville erano le città più promettenti, con Heisley che scelse Memphis poiché gli aveva offerto un accordo migliore e a causa della scarsa leadership dei dirigenti locali a Louisville. La scelta avrebbe comunque dovuto essere studiata da un gruppo di cinque membri della NBA prima che fosse dato il permesso ufficiale della lega.
La notte prima dell’annuncio di Heisley su Memphis, i Grizzlies persero 102-92 contro i Raptors a Toronto in quella che sarebbe rimasta l’ultima gara della NBA tra due squadre canadesi. L’ultima partita al GM Place fu una sconfitta per 100–95 contro gli Houston Rockets il 14 aprile; l’ultima partita della squadra con sede a Vancouver fu una vittoria esterna per 95–81 contro i Golden State Warriors il 18 aprile.
Il comitato per il trasferimento della NBA diede il suo beneplacito a fine giugno e il 3 luglio il trasferimento fu approvato all’unanimità. Ciò permise inoltre a Hyde di acquistare una quota di minoranza della franchigia. Per allora, l’amministrazione della squadra era già stata trasferita e il giorno prima della decisione finale, la squadra organizzò il ritiro per i rookie al Rhodes College. Una festa per il trasferimento fu tenuta il 7 luglio. Una settimana prima del trasferimento, i Grizzlies scambiarono due dei loro migliori giocatori, Shareef Abdur-Rahim e la guardia Mike Bibby, che perciò non giocarono mai per Memphis.
Diversamente da tutte le altre maggiori squadre professionistiche che si erano trasferiti dal Canada agli Stati Uniti, i Grizzlies non adottarono un nuovo nome. Un fattore nella decisione fu che Memphis aveva già una storia con il nome "Grizzlies", per di più con connessioni con il Canada. I Toronto Northmen della World Football League, una lega dalla breve esistenza, prima di giocare una singola partita si trasferirono a Memphis, diventando i Memphis Southmen. Il nome di “Southmen” era talmente inviso ai tifosi che la squadra, il cui logo rappresentava un orso grizzly, durante la sua breve vita si era rinominata "Grizzlies" su base semi-ufficiale.

## Eventi successivi
Il trasferimento a Memphis non risolse i problemi finanziari dei Grizzlies, tanto che al 2011 la squadra aveva perso un totale di 100 milioni di dollari. La franchigia riuscì ad avere la sua prima stagione da 50 vittorie e raggiunse i playoff quattro volte ma la prima serie vinta nella post-season giunse solo nel 2010-11. Al 2011 i Grizzlies rimanevano, secondo Forbes, la terza franchigia di minor valore della NBA, con 266 milioni di dollari. L’affluenza non superò i livelli di Vancouver per più di un decennio dopo il trasferimento. I Grizzlies ebbero una media di 13.737 spettatori nella prima stagione a Memphis; la prima stagione in cui superarono i livelli di Vancouver fu quella del 2012–13, quando ebbero una media di 16.624.
I Grizzlies furono la prima squadra della NBA a trasferirsi dai Kansas City Kings che si spostarono a Sacramento, California e diventarono i Sacramento Kings nel 1985. Seguirono altri due trasferimenti nel corso del decennio. I primi furono gli originari Charlotte Hornets a New Orleans nel 2002, con la squadra che divenne i New Orleans Hornets (ora Pelicans). (Quel trasferimento non è più considerato come tale; dopo la stagione 2013–14, la franchigia allora nota come Charlotte Bobcats riprese il nome di Hornets e ricevette l’esclusiva della storia degli Hornets a Charlotte.) La seconda fu nel 2008, quando i Seattle SuperSonics divennero gli Oklahoma City Thunder. Nella NHL, due squadre si spostarono dal Canada agli Stati Uniti a metà degli anni novanta: i Quebec Nordiques divennero i Colorado Avalanche nel 1995 e i Winnipeg Jets divennero prima i Phoenix Coyotes nel 1996 e poi gli Arizona Coyotes nel 2014 (una nuova squadra dei Winnipeg Jets tornò in città con il trasferimento degli Atlanta Thrashers nel 2011). Nel 2005, una delle due squadre canadesi della Major League Baseball (i Montreal Expos) si trasferì a Washington e divenne i Washington Nationals. Il fallimento della franchigia di Vancouver fu una delle ragioni per cui la NBA cambiò le regole del draft per le squadre di espansione dopo il ritorno di Charlotte nella lega come Bobcats nel 2004. Ai Bobcats fu concesso di scegliere quarti nel loro primo draft e non vi furono restrizioni per le scelte del primo giro.

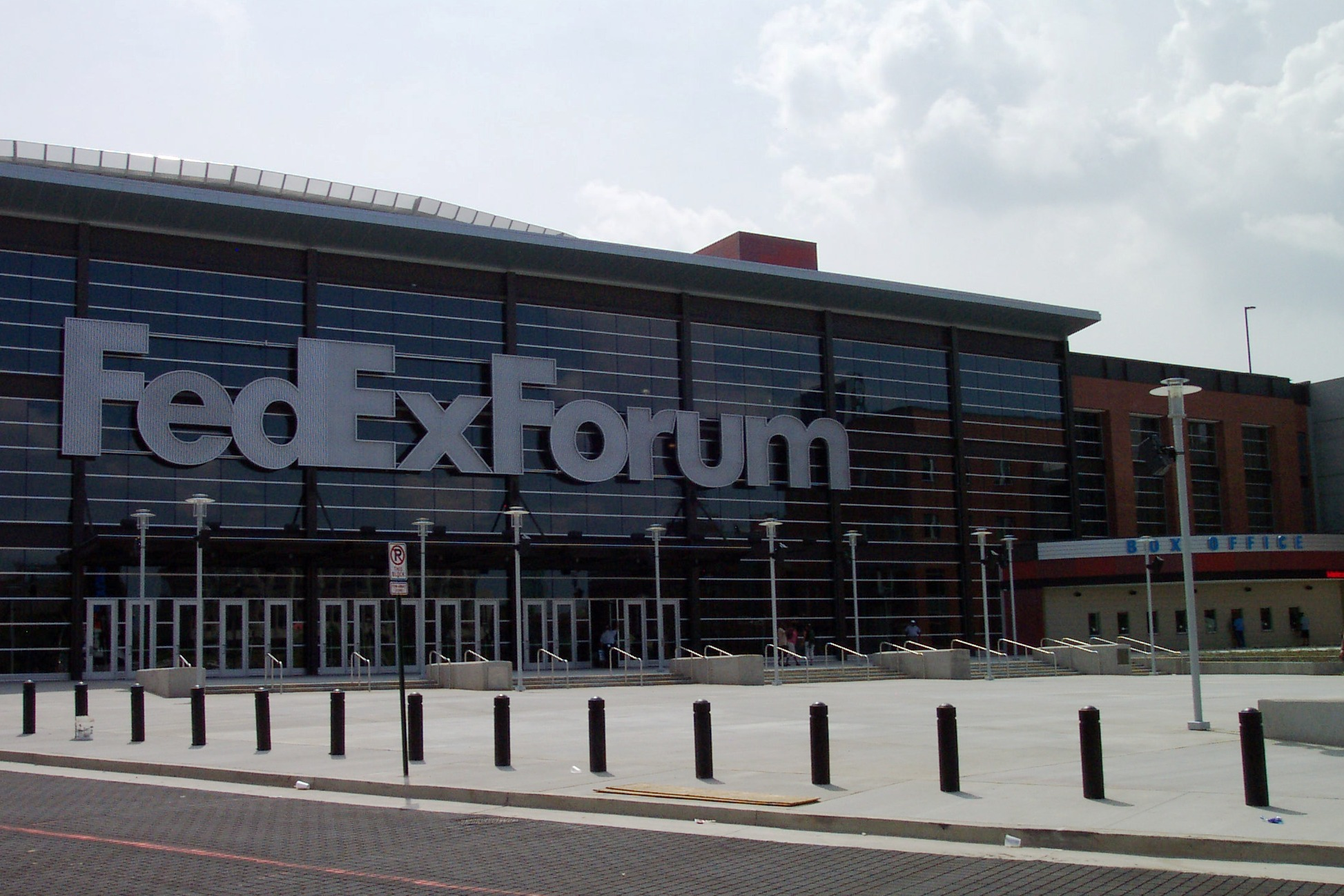
Il FedExForum è la casa dei Grizzlies dal 2004

Con un grande cambiamento dal 2001—quando un ex dirigente NBA senza nome affermò che una franchigia non avrebbe fatto ritorno a Vancouver finché era in vita—Stern rivelò nel febbraio 2011 che Vancouver era considerata una città papabile, assieme a Pittsburgh, Tampa e Kansas City, per una nuova squadra. Le ragioni per considerare Vancouver erano il rafforzamento del dollaro canadese, che per diversi anni all’inizio degli anni 2010 era circa alla pari con quello statunitense, l’influsso di giocatori internazionali, più propensi a giocare in Canada, e il tutto esaurito alle gare amichevoli alla Rogers Arena (il nuovo nome del General Motors Place); l’avere Vancouver una struttura allo stato dell’arte e l’incremento dell’idea tra i dirigenti NBA che il fallimento di Vancouver non fosse dipeso dalla mancanza di interesse per la pallacanestro in città. La città aveva anche visto una rinascita negli sport professionistici, con la nascita dei Vancouver Giants nel junior hockey, le Olimpiadi invernali nel 2010 e l’arrivo dei Vancouver Whitecaps FC nella Major League Soccer. Tuttavia, il sito della città permette varie esperienze sportive, come sci, caccia, pesca e golf, che potenzialmente posso limitare l’interesse degli spettatori sportivi. In seguito, il dollaro canadese si è indebolito drammaticamente rispetto a quello statunitense, scendendo a 68 centesimi durante il 2016. Il Commissario della NHL Gary Bettman ha citato questo fatto come una delle ragioni principali che hanno ostacolato il ritorno di Quebec City nella lega.
Nel 2011, il gruppo di proprietà dei Canucks, ora in mano a Francesco Aquilini, annunciò di stare considerando l’acquisto degli Hornets. Nel dicembre 2010, gli Hornets erano stati acquisiti dalla lega e c’erano le potenzialità per un trasferimento a causa delle loro difficoltà finanziarie. Ciò ebbe fine nel 2012 quando Tom Benson, un nativo di New Orleans già proprietario dei New Orleans Saints della NFL acquistò la squadra. Un anno dopo, Aquilini negò le voci che lo volevano interessato ad acquistare i Sacramento Kings dalla famiglia Maloof. Aquilini disse che, mentre la Rogers Arena è pronta per il basket, avere la NBA a Vancouver dipende dal supporto del mercato, di cui la sua compagnia si riserva di valutare il miglioramento dopo l’addio dei Grizzlies.